# Pierre Gardel

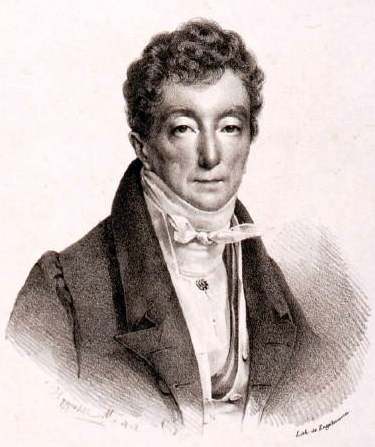
Pierre-Gabriel Gardel

Pierre, eigentlich Pierre-Gabriel Gardel (* 4. Februar 1758 in Nancy; † 18. Oktober 1840 in Paris), war ein französischer Tänzer und Choreograf.
Gardel ist der Sohn eines Tanzmeister vom Königlichen Ballett am Hofe des Polnischen Königs Stanisław I. Leszczyński. Er debütierte im Jahr 1771 als Danseur noble in kleineren Rollen. Im Jahr 1774 war er an der École de danse de l’Académie royale de musique. Im selben Jahr kam er an die Opéra de Paris, wo er bei seinem älteren Bruder Maximilien Gardel (1741–1787) lernte. Im Jahr 1780 wurde er zum Primo Ballerino ernannt, musste seine Tänzerkarriere jedoch aus gesundheitlichen Gründen kurze Zeit später beenden. Im Jahr 1783 wurde er Assistent seines Bruders Maximilien. Im Jahr 1787 wurde als Nachfolger seines verstorbenen Bruders Maximilien zum Maître de ballet ernannt. Sein Assistent war Louis Milon. Im Jahr 1795 heiratete er die Tänzerin Marie-Elisabeth-Anne Boubert, genannt Miller. Von 1790 bis 1829 schuf er zahlreiche Ballette. In einem Menuett mit Marie Taglioni trat er 1829 zum letzten Mal auf.
Er choreographierte die Tänze zu den Opern Dardanus (1784) von Antonio Sacchini, Tarare (1787) und Les Danaïdes (1808) von Antonio Salieri, zu Démophon (1788), Anacréon (1803) und Les Abencérages (1813) von Luigi Cherubini, zu Aspasie von André-Ernest-Modeste Grétry (1789), zu dem Gemeinschaftswerk Le triomphe de Trajan von Jean-François Lesueur und Louis-Luc Loiseau de Persuis (1807), zu Gaspare Spontinis La vestale (1807) und Olimpie (1819) sowie zuletzt auch zu Gioacchino Rossinis Le siège de Corinthe (1826) und Moïse et Pharaon (1827).

## Werke
- 1786: Les Sauvages
- 1790: Télémaque dans l’île de Calypso; Psyché
- 1791: Bacchus et Ariane
- 1793: Le Jugement du berger Pâris; Le Triomphe de la République ou le Camp de Grand-Pré
- 1800: La Dansomanie
- 1802: Le Retour de Zéphire
- 1803: Daphnis et Pandore
- 1804: Une demi-heure de caprice; Achille à Scyros
- 1806: Paul et Virginie
- 1808: Vénus et Adonis; Alexandre chez Apelles
- 1809: La Fête de Mars
- 1810: Vertumne et Pomone; Persée et Andromède
- 1812: L’Enfant prodigue
- 1814: Le Retour des lys
- 1815: L’Heureux Retour
- 1817: Les Fiancé de Caserte
- 1818: La Servante justifiée; Proserpine; Zirphile